# 2024년 하계 올림픽 몽골 선수단
2024년 하계 올림픽 몽골 선수단은 2024년 7월 26일부터 8월 11일까지 프랑스 파리에서 열리는 2024년 하계 올림픽에 참가한 올림픽 몽골 선수단이다.

## 출전 선수
| 종목   | 남자 | 여자 | 전체 |
| ------ | ---- | ---- | ---- |
| 레슬링 | 3    | 6    | 9    |
| 복싱   | 0    | 2    | 2    |
| 사이클 | 1    | 0    | 1    |
| 사격   | 2    | 1    | 3    |
| 수영   | 1    | 1    | 2    |
| 양궁   | 1    | 0    | 1    |
| 역도   | 0    | 1    | 1    |
| 유도   | 5    | 5    | 10   |
| 육상   | 1    | 2    | 3    |
| 전체   | 14   | 18   | 32   |

## 메달 집계
| 종목 | 1 | 2 | 3 | 합계 |
| 유도 | 0 | 1 | 0 | 1    |
| 합계 | 0 | 1 | 0 | 1    |

## 종목별 성적

### 복싱
여자
- 어용체체깅 예수겡

### 유도
여자
- 바부도르징 바상후 은메달
- 르학바터거깅 엥흐릴렝

### 육상
남자
- 바트오치링 세르오드

## 같이 보기
- 2024년 하계 올림픽